# Кэрролл, Элисон
Э́лисон Ло́ра Кэ́рролл (англ. Alison Laura Carroll; род. 21 мая 1985) — британская гимнастка, модель и актриса. Элисон известна тем, что была моделью Лары Крофт (2008—2010) и подарила внешность Эшли Уильямс из серии игр Mass Effect.

## Биография
Родилась 21 мая 1985 года в Великобритании. С 7 лет Кэрролл начала занималась гимнастикой чтобы стать учителем физкультуры и за это она получала почётные грамоты и призы.
В возрасте 12 лет она поступила в клуб Ширли гимнастов и продолжала посещать школу «Высокий Эденхем». После того как она окончила среднюю школу, она прошла сертификацию в клуб тренера акробатики и гимнастики. Она начала учить младших гимнастов и хореографии обычной для юношеской сборной, которая выиграла Британский национальный чемпионат. Она продолжала участвовать в ежегодных выступлений в гимнастических клубах, таких как Эдинбургский фестиваль, Инвернесс фестиваля, «Ливерпуль» Чемпионаты Великобритании, Кардифф фестиваль в Лондоне фестиваль, Бирмингем Министрада и Португалии Всемирной Министрада (представляющих Великобританию).
Она представляла Великобританию в качестве профессиональной выступающей гимнастки на ежегодном британском чемпионате в Ливерпуле и выступала перед принцем Чарльзом на выступлении на специальном мероприятии в Вестминстерском аббатстве. Также она была тренером по детской художественной гимнастике в юношеской сборной, выигравшей в хореографии в Британском национальном чемпионате по гимнастике.
На протяжении 2006 года, появилась на более чем десятка музыкальных видеоклипов.
В 2007 году, Элисон работала в бренде продукта Pepsi. Также девушка появлялась на обложках журналах мира таких как T3, Максим, Волны Серфинга и т.д
В 2007 снялась в рекламе Pepsi, ещё Элисон можно увидеть в рекламе Camden Crawl. В 2007 году она снялась в клипе Just Jack no time. В том же году она стала зарегистрированной моделью. В 2008 году снялась в журнале Maxim. В этом же году Элисон стала прототипом Лары Крофт для игры Tomb Raider: Underworld и благодаря этому стала известной на весь мир. Она появлялась на различных игровых выставках в роли Лары, а также посещала разные страны, включая Испанию, Россию и Францию.
В 2009 году Элисон решила попробовать себя в роли актрисы кинематографа. Её дебютная роль состоялся в фильме британской зомби-комедии «Конура», который был выпущен 12 июня 2009 года. Также в 2009 году, Элисон Кэрролл снялась в британском фильме «Кровавое искусство». Здесь она исполняет роль детектива Клэр Джонс, которая расследует дело маньяка, убивающего необычным способом своих жертв. Ещё она появилась в фильме «Дитя» в роли Клэр, подруги детства главного героя.
В её планах пока только съёмки фильма. В 2011 году вышел «Проливной Амстердам» где играет Монику — экзотическую танцовщицу и тайного агента, «Футбольное поле Великобритании» где сыграет роль болельщицы Дебби, «Месть изгнанных» где сыграет Джей Бенедикт, девушку которая должна примирить две противоборствующие силы. Её героиня была похищена с рождения учеными для противостояния с врагом. «Обводнённое горе» где сыграет Дженну Блэквуд, у который погиб брат при странных обстоятельствах и вскоре её мать Меган Блэквуд понимает что её дочери грозит опасность, и «Пригородные войны» где сыграет героиню, которая борется за жизнь Земли и целой вселенной.
В данный момент снимается в проектах, о которых она предпочитает не говорить, но как-то сама призналась что хочет заняться озвучкой и импровизацией.

## Личная жизнь
В июне 2015 года вышла замуж за спортсмена Вилла Боррела.

## Фильмография

### Кино

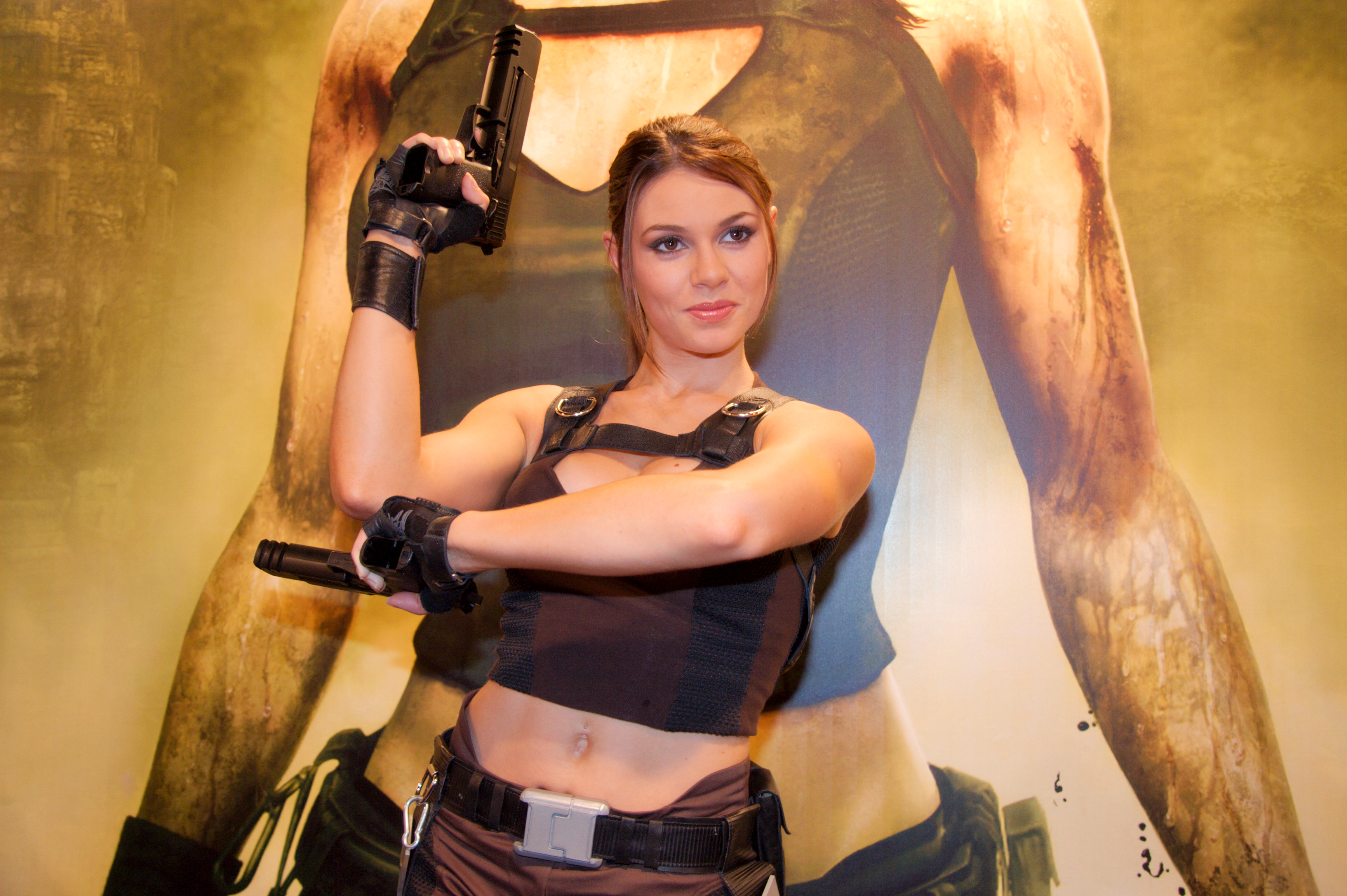
Элисон Кэрролл, в роли модели Лары Крофт для Tomb Raider: Underworld на фестивале видеоигры 2008 год (Париж, Франция).

| Год  |   | Русское название               | Оригинальное название            | Роль             |
| ---- | - | ------------------------------ | -------------------------------- | ---------------- |
| 2007 | ф | Misconnect                     | Misconnect                       | Джесс            |
| 2009 | ф | Конура                         | Doghouse                         | Подросток        |
| 2009 | ф | Кровавое искусство             | Life is an art                   | Клэр Джонс       |
| 2010 | ф | Дитя                           | The kid                          | Клэр             |
| 2011 | ф | Мрачный Амстердам              | Amsterdam heavy                  | Моника Лэндер    |
| 2011 | ф | Футбольное поле Великобритании | Gridiron UK                      | Дебби            |
| 2011 | ф | Любовь + 1                     | Love + 1                         | Салли            |
| 2011 | ф | Клаустрофобия                  | Claustrofobia                    | Японская девушка |
| 2011 | ф | Вторжение Не совсем Мертвого   | Invasion Of The Not Quite Dead   | Бекки            |
| 2011 | ф | Застойный                      | Stagnant                         | Крисси           |
| 2012 | ф | Амина                          | Amina                            | Лусия            |
| 2012 | ф | Новое прибытие                 | The New Arrival                  |                  |
| 2012 | ф | Клон Банни                     | Bunny Slope                      |                  |
| 2012 | ф | Месть изгнанных                | Rise of an Exile                 | Джей Бенедикт    |
| 2012 | ф | Пригородные войны              | The SubUrban War                 |                  |
| 2012 | ф | Обводнённое горе               | Drowned Sorrow                   | Дженна Блэквуд   |
| 2014 | ф |                                | Inspektor Jury - Der Tote im Pub | Louise           |
| 2014 | ф |                                | Devil's Tower                    | Фиона            |
| 2016 | ф |                                | Gridiron UK                      | Дженни           |

### Компьютерные игры
| Год  | Название                | Роль         | Примечания                        |
| ---- | ----------------------- | ------------ | --------------------------------- |
| 2008 | Tomb Raider: Underworld | Лара Крофт   | модель и анимирование             |
| 2008 | Mass Effect             | Эшли Уильямс | модель                            |
| 2010 | Mass Effect 2           | Эшли Уильямс | модель                            |
| 2011 | BodyCount               | Немезида     | озвучивание модель и анимирование |
| 2012 | Mass Effect 3           | Эшли Уильямс | модель                            |
| 2017 | Horizon Zero Dawn       | Элой         | анимирование                      |